# 第30回インディペンデント・スピリット賞
第30回インディペンデント・スピリット賞は2014年の映画を対象とした賞で、2014年11月25日にノミネーションが発表された。なお、受賞者は2015年2月21日に発表された。

## ノミネート一覧
※受賞は太字。

### 作品賞
- 『バードマン あるいは（無知がもたらす予期せぬ奇跡）』
  - 『6才のボクが、大人になるまで。』
  - 『人生は小説よりも奇なり』
  - 『グローリー/明日への行進』
  - 『セッション』

### 監督賞
- リチャード・リンクレイター - 『6才のボクが、大人になるまで。』
  - アレハンドロ・ゴンザレス・イニャリトゥ - 『バードマン あるいは（無知がもたらす予期せぬ奇跡）』
  - エイヴァ・デュヴァーネイ - 『グローリー/明日への行進』
  - デミアン・チャゼル - 『セッション』
  - デヴィッド・ゼルナー - 『トレジャーハンター・クミコ』

### 主演男優賞
- マイケル・キートン - 『バードマン あるいは（無知がもたらす予期せぬ奇跡）』
  - アンドレ・ベンジャミン - 『JIMI:栄光への軌跡』
  - ジェイク・ジレンホール - 『ナイトクローラー』
  - デヴィッド・オイェロウォ - 『グローリー/明日への行進』
  - ジョン・リスゴー - 『人生は小説よりも奇なり』

### 主演女優賞
- ジュリアン・ムーア - 『アリスのままで』
  - ジェニー・スレイト - 『Obvious Child』
  - ティルダ・スウィントン - 『オンリー・ラヴァーズ・レフト・アライヴ』
  - 菊地凛子 - 『トレジャーハンター・クミコ』
  - マリオン・コティヤール - 『エヴァの告白』

### 助演男優賞
- J・K・シモンズ - 『セッション』
  - エドワード・ノートン - 『バードマン あるいは（無知がもたらす予期せぬ奇跡）』
  - イーサン・ホーク - 『6才のボクが、大人になるまで。』
  - アルフレッド・モリーナ - 『人生は小説よりも奇なり』
  - リズ・アーメド - 『ナイトクローラー』

### 助演女優賞
- パトリシア・アークエット - 『6才のボクが、大人になるまで。』
  - ジェシカ・チャステイン - 『アメリカン・ドリーマー 理想の代償』
  - カルメン・イジョゴ - 『グローリー/明日への行進』
  - エマ・ストーン - 『バードマン あるいは（無知がもたらす予期せぬ奇跡）』
  - アンドレア・スアレス・パス - 『Stand Clear of the Closing Doors』

### 脚本賞
- ダン・ギルロイ - 『ナイトクローラー』
  - スコット・アレクサンダー、ラリー・カラゼウスキー - 『ビッグ・アイズ』
  - アイラ・サックス、マウリシオ・ツァハリアス - 『人生は小説よりも奇なり』
  - J・C・チャンダー - 『アメリカン・ドリーマー 理想の代償』
  - ジム・ジャームッシュ - 『オンリー・ラヴァーズ・レフト・アライヴ』

### 撮影賞
- エマニュエル・ルベツキ - 『バードマン あるいは（無知がもたらす予期せぬ奇跡）』
  - ショーン・ポーター - 『愛のように感じた』
  - ライル・ヴィンセント - 『ザ・ヴァンパイア 残酷な牙を持つ少女』
  - ブラッドフォード・ヤング - 『グローリー/明日への行進』
  - ダリウス・コンジ - 『エヴァの告白』

### 編集賞
- 『セッション』
  - 『ザ・ゲスト』
  - 『アメリカン・ドリーマー 理想の代償』
  - 『6才のボクが、大人になるまで。』
  - 『ナイトクローラー』

### 外国映画賞
- 『イーダ』 ポーランド
  - 『Mommy/マミー』 カナダ
  - 『アンダー・ザ・スキン 種の捕食』 イギリス
  - 『フレンチアルプスで起きたこと』 スウェーデン
  - 『裁かれるは善人のみ』 ロシア
  - 『北―歴史の終わり』 フィリピン

### 第一回作品賞
- 『ナイトクローラー』
  - 『Obvious Child』
  - 『Dear White People』
  - 『ザ・ヴァンパイア 残酷な牙を持つ少女』
  - 『She's Lost Control』

### 第一回脚本賞
- ジャスティン・シミエン - 『Dear White People』
  - サラ・コランジェロ - 『リトル・アクシデント―闇に埋もれた真実―』
  - デジレ・アカハヴァン - 『ハンパな私じゃダメかしら?』
  - ジャスティン・ラダー - 『The One I Love』
  - アニャ・マルカール - 『She's Lost Control』

### ジョン・カサヴェテス賞
- 『ミッチとコリン 友情のランド・ホー!』
  - 『愛のように感じた』
  - 『ブルー・リベンジ』
  - 『リノから来た男』
  - 『草原の実験』

### ドキュメンタリー映画賞
- 『シチズンフォー スノーデンの暴露』
  - 『セバスチャン・サルガド/地球へのラブレター』
  - 『ニック・ケイヴ 20,000デイズ・オン・アース』
  - 『ヴィルンガ』
  - 『Stray Dog』

### ロバート・アルトマン賞
- 『インヒアレント・ヴァイス』のポール・トーマス・アンダーソン監督、カッサンドラ・クルクンディスキャスティング監督、ホアキン・フェニックス、リース・ウィザースプーン、ジョシュ・ブローリン、マーティン・ドノヴァン、ジェナ・マローン、ジョアンナ・ニューサム、エリック・ロバーツ、マーヤ・ルドルフ、マーティン・ショート、セレナ・スコット・トーマス、ベニチオ・デル・トロ、オーウェン・ウィルソン、キャサリン・ウォーターストン、マイケル・ケネス・ウィリアムズ

### 特別賞
- 『フォックスキャッチャー』